# Culaea
Culaea is een monotypisch geslacht van straalvinnige vissen uit de familie van stekelbaarzen (Gasterosteidae).

## Soort
- Culaea inconstans (Kirtland, 1840)